# アパホテル&リゾート 東京ベイ幕張
アパホテル＆リゾート〈東京ベイ幕張〉（アパホテルアンドリゾート とうきょうベイまくはり）は、千葉県千葉市美浜区の幕張新都心にある、客室数2000以上の大規模ホテルである。幕張メッセオフィシャルホテルの一つ。セントラルタワーは、丹下健三が設計を行い、ホテル単体としては日本最高層である。

## 概要

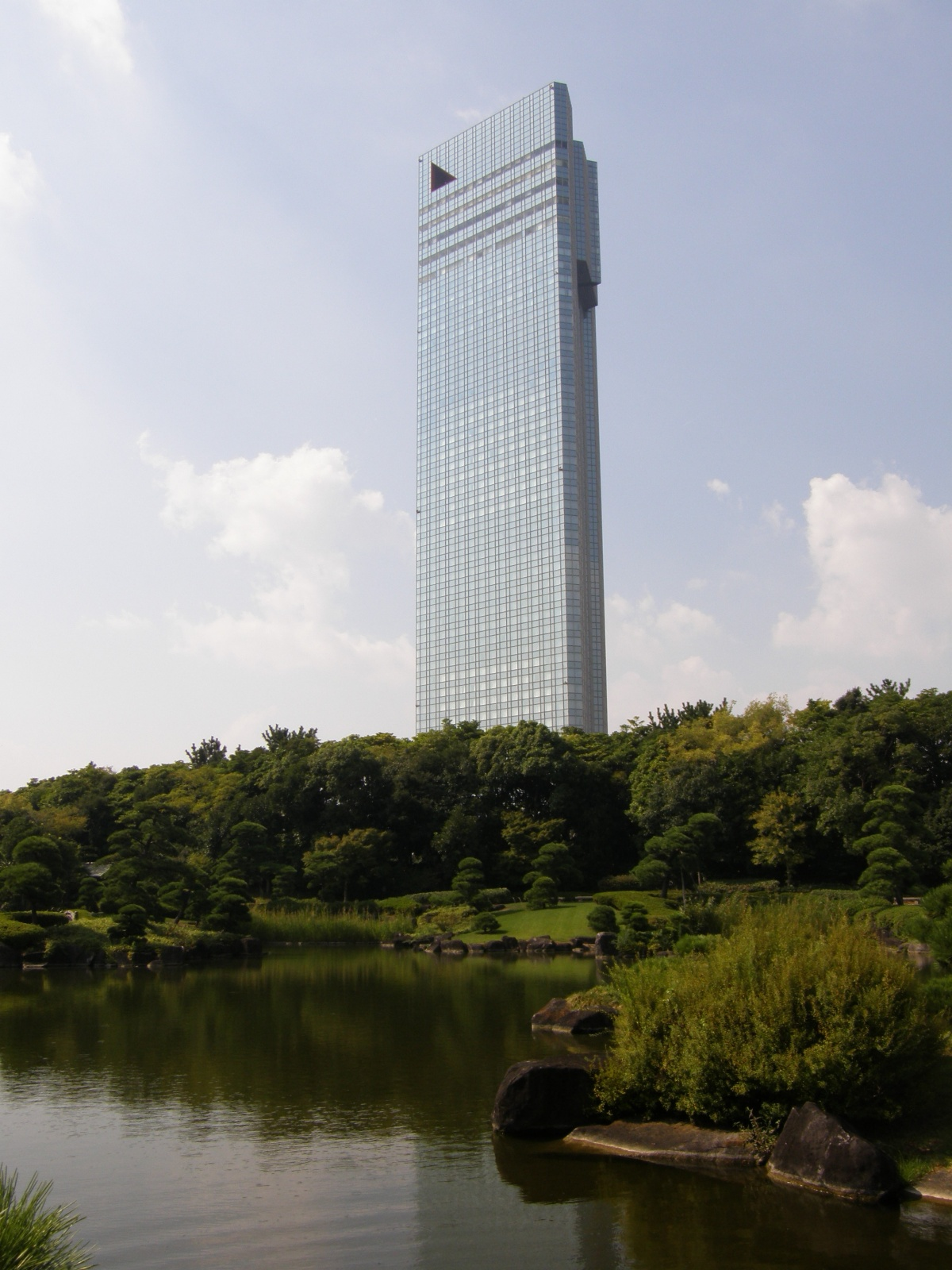
セントラルタワー

アパグループの旗艦ホテルとして位置づけられており、1988年竣工の東京ベイ幕張ホール（宴会場棟）、1993年竣工の地下2階 - 地上50階（13階が忌み数により欠番のため実際には49階相当）のセントラルタワー、2014年竣工の地上11階のウエストウイング、2016年竣工の地上11階のイーストウイングの4棟で構成されている。セントラルタワー、ウエストウイング、イーストウイング合わせると客室数2007室であり、開業時点で品川プリンスホテルに次ぐ全国第2位の客室数である。
セントラルタワーは鉄骨構造・鉄骨鉄筋コンクリート構造の延床面積55808平方メートル、高さ180.82メートルのホテル単体としては日本最高層であり、設計は丹下健三、施工は熊谷組が行った（建設時は幕張プリンスホテル客室棟）。
海浜幕張駅まで徒歩約7分、東京駅まで直通約35分、東京ディズニーリゾートのある舞浜駅まで約18分、成田国際空港・東京国際空港まで直通リムジンバスで約30 - 45分とビジネス、レジャーなど交通至便な場所に立地している。

## 歴史
建築物の前身である幕張プリンスホテルについても取り扱う。
幕張プリンスホテル
- 1987年7月8日 - 幕張プリンスホテル用地売却、千葉県議会常任委員会で了承（4万5千平方メートル）[8]。
- 1988年8月8日 - 宴会場棟（現在のTKP東京ベイ幕張ホール）起工式。
- 1989年
  - 8月24日 - ホテルタワー客室棟着工。
  - 10月5日 - プリンスホール開業。
- 1992年4月7日 - 客室棟上棟式。
- 1993年
  - 3月12日 - ホテルバー部分開業。
  - 4月1日 - ホテルタワー客室棟（現在のセントラルタワー）開業。
- 1997年 - ウエディングチャペル開業。
- 2001年7月 - 幕張プリンスホテル46階にスカイチャペル開設。

アパホテル＆リゾート〈東京ベイ幕張〉
- 2006年
  - 6月30日 - 2004年に発覚した西武鉄道株式の有価証券報告書虚偽記載問題による上場廃止で着手された経営再建にあたり幕張プリンスホテル営業終了。アパグループが買収。
  - 7月1日 - アパホテル＆リゾート〈東京ベイ幕張〉開業。
- 2014年4月10日 - ウエストウイング棟開業[9]。500室増築[2]。
- 2016年10月12日 - イーストウイング棟開業。506室増築。

## 客室

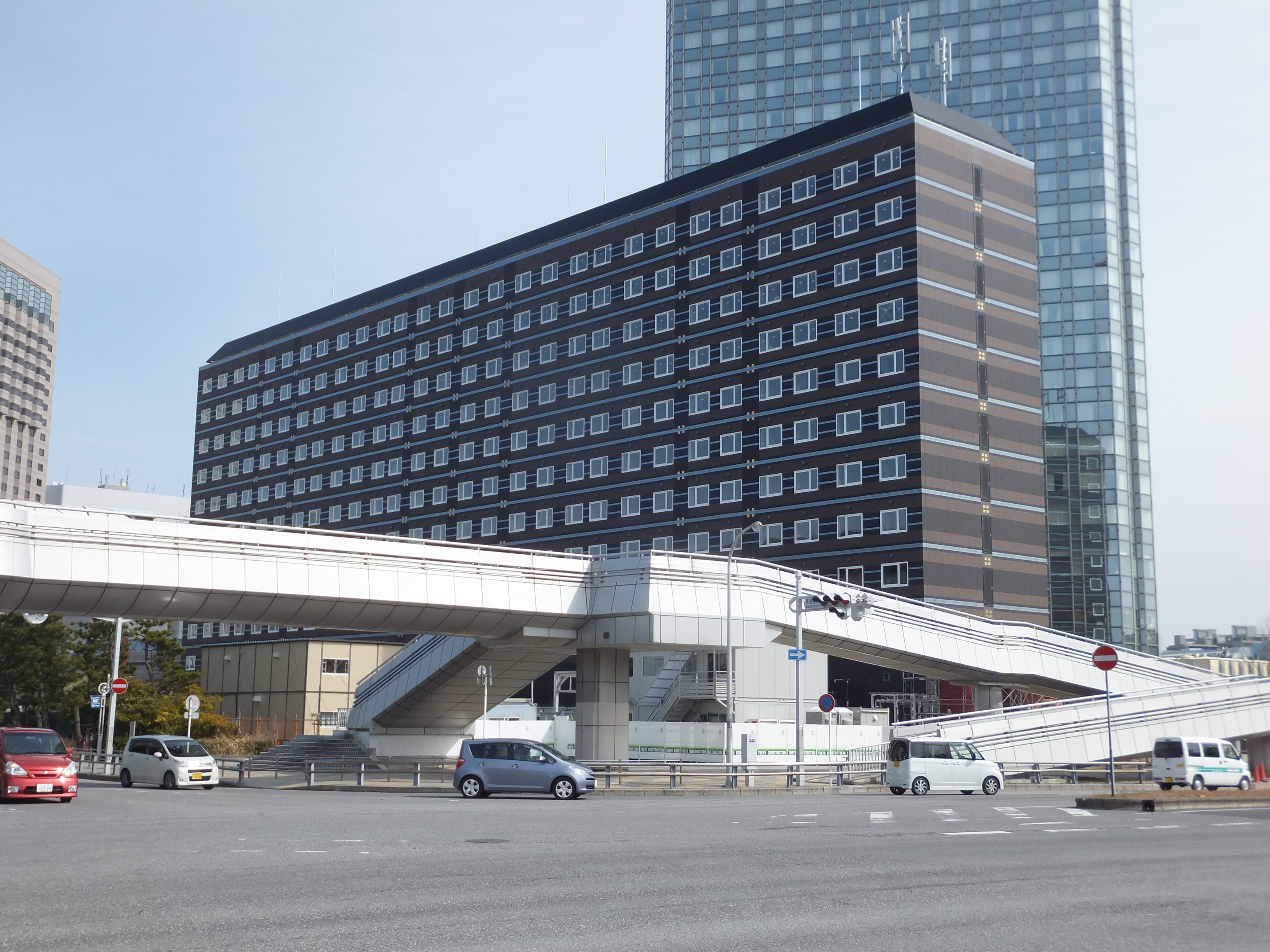
ウエストウイング

- チェックイン：15時 / チェックアウト：10時（通常）
- 客室数：2007室
- 客室フロア： 
  - セントラルタワー　5〜45階
  - イーストウイング　1〜11階
  - ウエストウイング　2〜11階
- 客室タイプ：
  - セントラルタワー（シングルルーム 、セミダブルルーム、ダブルルーム、ツインルーム、トリプルルーム、スイートルーム）
  - イーストウイング （シングルルーム 、セミダブルルーム、ダブルルーム、ツインルーム、トリプルルーム、コテージツインルーム）
  - ウエストウイング （ツインルーム、トリプルルーム、コネクトルーム）
- セントラルタワーは全客室オーシャンビューであり、プリンスホテルを前身とすることから他の2棟より客室面積が広めに取られている。
- 客室内のWi-Fiは無料で利用可能

## 設備

### レストラン
- セントラルタワー地下1階
  - 鉄板焼　七海
- セントラルタワー1階
  - Café＆ピッツァ パスタ＆バー MOMO Café
  - 缶詰バー mr.kanso
  - ファーマーズキッチン グリーン タイム
  - ビュッフェレストラン ラ・ベランダ
- セントラルタワー50階
  - ダイニング＆バー スカイクルーズマクハリ
- イーストウイング2階
  - 幕張七十二

### 館内施設
- セントラルタワー
  - スカイチャペル
  - スカイバンケットルーム（宴会場）
  - 大浴場
  - コインランドリー
  - クリニック（診療所）
  - ネイルサロン
  - ショッピングアーケード
  - アミューズメントコーナー
  - ローソン
  - マツモトキヨシ
  - アリュメール（エステティックサロン）
- イーストウイング
  - 大浴場
  - コインランドリー
  - ヤマト運輸宅配カウンター
- ウエストウイング
  - 大浴場
  - ローソン
  - ポカリスエットプール（受付）[10]
- 東京ベイ幕張ホール
  - 大宴会場
  - 小中宴会場
  - ブライダルサロン
  - 結婚式場（ガーデンチャペル）

## アクセス
- 鉄道
  - JR東日本 京葉線 海浜幕張駅南口 徒歩約7分
- バス
  - リムジンバスで成田国際空港約30分、東京国際空港約45分
- 自動車
  - 東関東自動車道 湾岸千葉インターチェンジ 約3分
  - 東関東自動車道 湾岸習志野インターチェンジ 約5分
  - 京葉道路 幕張インターチェンジ 約10分